# Cinq de cœur
Pour les articles homonymes, voir Cinq de Cœur.
Le cinq de cœur (5♥) est une carte à jouer.

## Caractéristiques

### Généralités
Le cinq de cœur fait partie des jeux de cartes utilisant les enseignes françaises. En France, on le retrouve dans les jeux de 52 cartes et dans certains jeux de tarot, mais pas dans les jeux de 32 cartes. Un cinq et un cœur, il s'agit d'une valeur et d'une carte de couleur rouge.
De façon générale, le cinq de cœur suit le quatre de cœur et précède le six de cœur. N'étant pas une figure, il a généralement une valeur nulle lors du décompte des points.

### Représentations
Comme les autres valeurs, la valeur du cinq de cœur est représentée par des répétitions de son enseigne, ici un cœur stylisé rouge. Si le paquet indique la valeur des cartes dans les coins, celle du cinq de cœur est reprise en mentionnée en chiffre (« 5 ») ; la couleur du texte (rouge ou noir) varie.
Dans les jeux de type français, les cinq cœurs sont disposés symétriquement par rapport à la verticale : un cœur dans chaque coin, le dernier au centre. En règle générale, les trois cœurs du haut pointent vers le bas de la carte, les deux cœurs du bas pointent vers le haut.

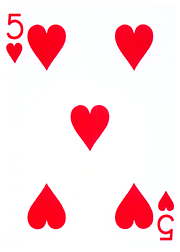
Cinq de cœur d'un jeu de poker.
Cinq de cœur, jeu hongrois. La valeur de la carte n'est pas indiquée en chiffre dans les coins.

### Équivalents
Dans les jeux utilisant les enseignes latines (Espagne, Italie, etc.), l'équivalent du cinq de cœur est le cinq de denier.
Les jeux utilisant des enseignes allemandes ne possèdent généralement pas le cinq de cœur, les valeurs s'arrêtant à sept.
En Suisse, l'équivalent du cœur est la rose. Les paquets ne contiennent toutefois pas de cinq de rose, la valeur la plus basse étant le six,,.

## Historique
Les premières cartes à jouer éditées en Europe ne comportent aucune des enseignes rencontrées dans les jeux français contemporains. Les enseignes latines (bâtons, deniers, épées et coupes) sont probablement adaptées des jeux de cartes provenant du monde musulman,. Les enseignes françaises sont introduites par les cartiers français à la fin du XVe siècle, probablement par adaptation des enseignes germaniques (glands, grelots, feuilles et cœurs). Les enseignes françaises procèdent d'une simplification des enseignes précédentes, permettant une reproduction plus aisée (et donc un moindre coût de fabrication). L'enseigne de cœur est reprise des enseignes germaniques, mais fortement simplifiée. Les cœurs français dériveraient ainsi des coupes latines.

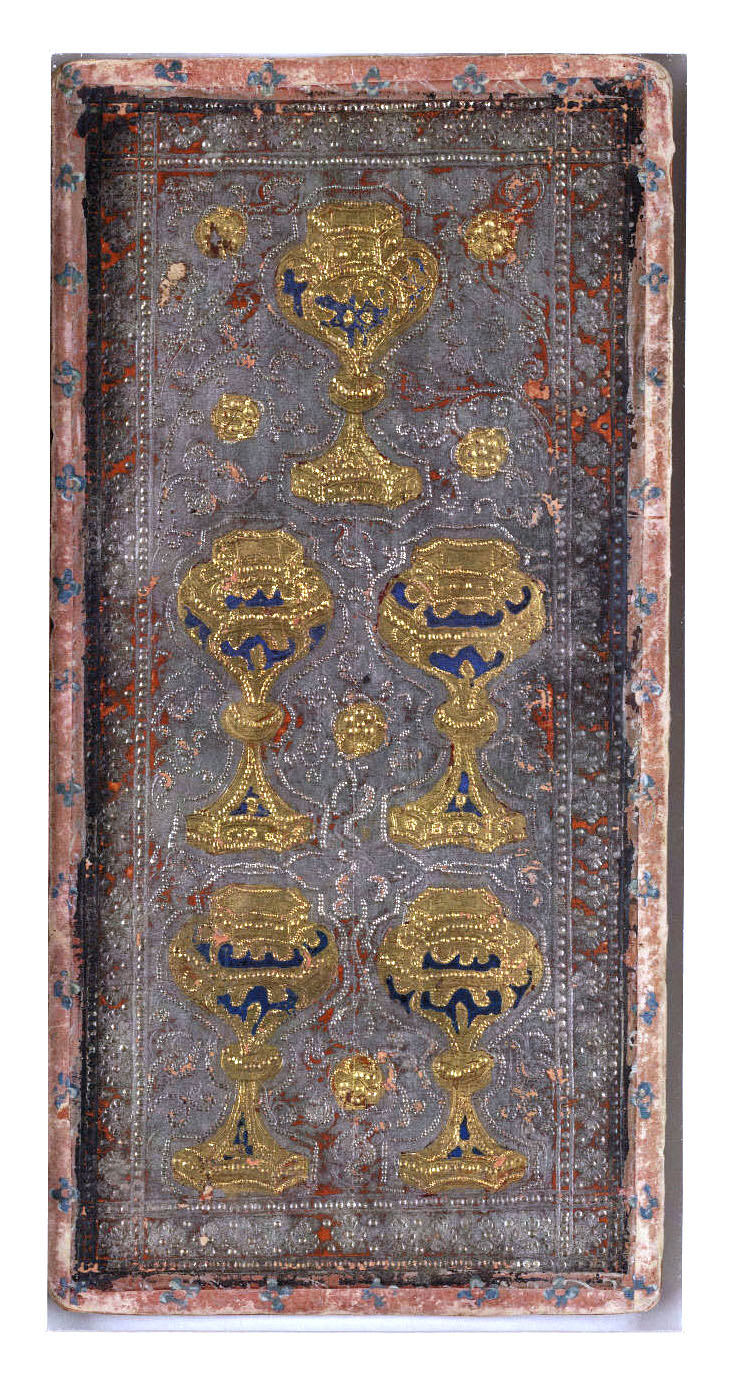
Le cinq de coupe d'un tarot Visconti-Sforza ; le cinq de cœur dériverait de ce type de carte.
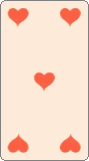
Cinq de cœur d'un jeu de tarot du XIXe siècle

## Informatique
Le cinq de cœur fait l'objet d'un codage dédiée dans le standard Unicode : U+1F0B5, « 🂵 » (cartes à jouer) ; ce caractère sert également pour le cinq de coupe.